# U22
U22: A 22 Track Live Collection from U2360° é um álbum ao vivo da banda de rock irlandesa U2. O álbum é voltado exclusivamente para fãs e assinantes do site oficial da banda, U2.com. O álbum foi lançado em 1 de maio de 2012, em CD duplo. A contra-capa do álbum, divulgada pelo site oficial da banda, foi tirada durante a U2 360° Tour, no concerto do Estádio Morumbi, no último show, em 13 de abril de 2011. Durante a turnê 360° Tour entre 2009 e 2011, a banda fez 110 shows em 30 países para 7 milhões de pessoas. Havia pelo menos 22 canções no show em cada noite, mas durante os 26 meses, o setlist foi continuamente reinventado. Até o último concerto, mais de 50 músicas foram acrescentadas, as quais se estendem desde o álbum No Line on the Horizon (2009) até ao álbum de estreia da banda, Boy (1980). As canções do álbum foram decididas em votação pelos assinantes do site oficial da banda.

## Embalagem e lançamento

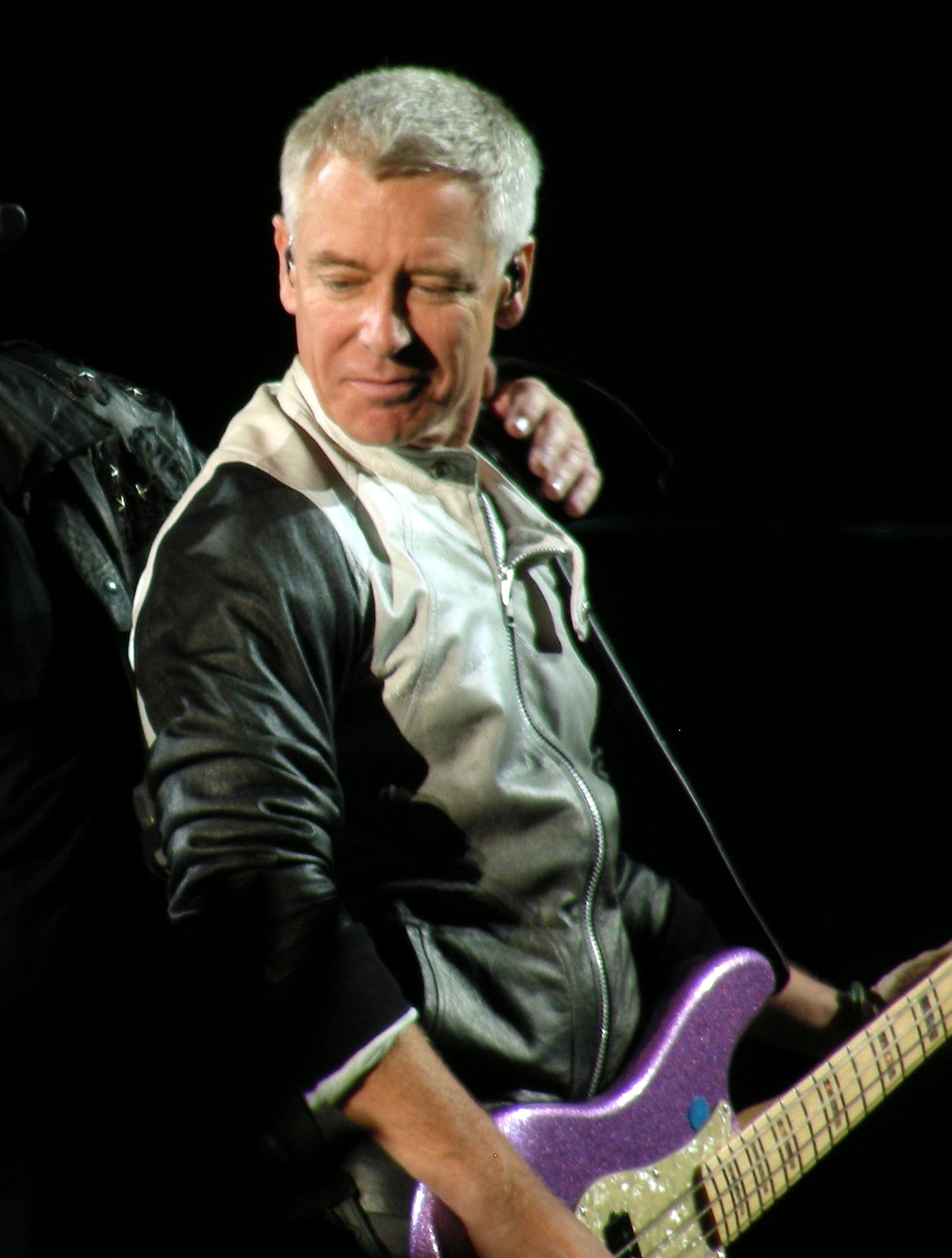
O encarte apresenta os comentários das versões das canções tocadas ao vivo incluídas no álbum, por Adam Clayton.

O nome do álbum foi escolhido a uma analogia do nome da banda em associação às 22 canções escolhidas a serem incluídas no álbum. Oficialmente, o U2.com anuncia que o álbum estava pronto e que começaria a sua entrega em meados de maio de 2012, pouco tempo depois de liberar o download da faixa bônus – "Unknown Caller", comunicando tanto a ordem das faixas em cada CD como o lançamento dos vídeos promocionais e um livro deluxe com fotos da turnê. Foi lançado na parte interna da contra-capa do álbum, comentários do baixista Adam Clayton em relação a cada canção do álbum:

### Disco 1
- "Even Better Than the Real Thing": Esta esteve no show um pouco antes de se tornar a abertura, após isso foi reinventada sônicamente. Declan Gaffney, que esteve no estúdio conosco para No Line, e depois juntou-se a nós na estrada, veio um dia e disse: "Olha isso!". Ele tinha descolado algumas barras em diferentes direções então a parte da bateria ficou diferente, e veio outra parte do riff e realmente rejuvenesceu-a. Com uma melodia como essa, você fica acostumado a ouvi-la de um jeito que fica difícil imaginá-la de uma maneira diferente e duro de bater a original. Mas Dec e Matt Paul colocaram um parafuso nela para torná-la mais "anos 90" do que a original e surgiu uma versão única.

- "The Fly": Esta foi a música que tinha aparecido regularmente nas duas turnês anteriores mas não até o final da 360° Tour, quando nós a trouxemos de volta tocando-a no Festival de Glastonbury. Fico interessado que as pessoas tenham respondido tão fortemente a ela e é outro exemplo do quanto esta coleção não é algo que poderia ser previsto.

- "Mysterious Ways": As pessoas dizem que ela é essencialmente o baixo, e espero que elas estejam certas! Na época do lançamento de Achtung Baby (1991), eu não me recordo dela ter uma grande harmonia, não do mesmo jeito que a canção "Even Better Than the Real Thing" e "The Fly" tornaram-se sucessos nos clubs, mas ela tinha uma grande ostentação e sendo tocada cedo no show foi uma grande oportunidade para sair e percorrer esse enorme palco 360°....

- "Magnificent": É sensacional que uma faixa do último álbum seja tão popular, e particularmente como nós tocamos várias diferentes versões dela e mesmo parando de tocá-la até o final da turnê. É uma das minhas músicas favoritas, uma autentica melodia do U2 mais atualizada, moderna e contemporânea. Ela caiu muito bem.

- "Until the End of the World": Outra grande música de rock e uma das minhas faixas favoritas. Tem estado no setlist desde a turnê Zoo TV Tour; nós podemos ter tentado nos livrar dela, não tocá-la, mas é uma grande música que resolvemos trazer de volta. Eu às vezes, cometo o erro de entrar no solo da guitarra como se fosse uma passagem fundamental, mas o Edge me perdoa... geralmente!

- "I Still Haven't Found What I'm Looking For": Outra música que tem permanecido há muito tempo e onde as pessoas realmente se doam no refrão. Na versão que fizemos para a 360° foi o público que cantou o primeiro verso, que foi muito especial. Esta é uma daquelas músicas no show onde você sente que o público está subliminarmente esperando-a chegar, mas o que lhe dá força é que ela é uma cadeia musical muito simples, três instrumentos com aumento pequeno, criando um som que realmente atrai.

- "Stay (Faraway, So Close!)": Esta esteve alternando com "Stuck in a Moment You Can't Get Out Of" até os últimos três meses da turnê. Outra harmonia muito musical, grandes melodias mostram bem a voz do Bono com o violão.

- "One Tree Hill": Nós devemos ter tocado essa música poucas vezes nesta turnê, mas na comunidade de fãs eu sei que há pessoas que pensam haver versões ao vivo definitivas desta música. É uma melodia que te acerta entre os olhos e esta versão foi muito justa, com um grande solo de guitarra do Edge.

- "Beautiful Day": Para a geração de fãs da última década está é uma de nossas músicas-assinaturas, embora eu sempre ache que o riff é um pouco difícil de tocar. É um tipo de harmonia rock que vai para outro lugar, uma canção muito positiva, com esse sentimento que as pessoas gostam no U2, esse sentimento otimista e alegre.

- "Elevation": No decorrer da U2 360° Tour, "Elevation" parecia tornar-se uma melodia maior do que nunca fora antes. Tornou-se uma daquelas músicas que temos onde é, como se você estivesse passando a bola para a plateia e eles então repassassem de volta pra você. Foi divertido e alegre.

- "Bad": Considerando que nós não tocamos esta música muitas vezes e que muitos assinantes do U2.com não seriam da época para tê-la conhecido no lançamento, é uma verdadeira surpresa que esta faixa provou ser a mais popular na votação. Talvez o fato de haver várias versões ao vivo desde o EP Wide Awake in America (1985) nos anos 80 ajude a explicar por que a versão desta turnê teria uma demanda tão grande. É maravilhoso que ela esteja guardada tão próxima ao coração das pessoas.

### Disco 2
- "All I Want Is You"/"Love Rescue Me": "All I Want Is You" vem e vai no setlist, e nós, muitas vezes a alternamos com "Bad", mas esta versão – transitando para "Love Rescue Me" – foi algo que fizemos poucas vezes. Estávamos ensaiando "All I Want Is You" e Bono sentiu que precisava dar mais, então enquanto nós tocávamos ele foi até a letra de "Love Rescue Me" , uma faixa que a gente não tocava desde a turnê Lovetown Tour, no final dos anos 80. Foi um momento de improvisação que as pessoas amaram, as cores primárias desses três instrumentos funcionaram juntas.

- "The Unforgettable Fire": Foi uma surpresa que esta canção esteve até mesmo nos shows, meio que uma bola-curva, talvez ela se saiu tão bem na votação porque as pessoas estavam nos dando crédito pelo esforço. Por estar dentro da música eu sempre senti que "The Unforgettable Fire" era um pouco meio-tempo e talvez não decolasse totalmente, mas não era isso que estava acontecendo lá na frente onde as pessoas respondiam seriamente a ela. Uma geração mais nova de fãs provavelmente estava pegando essa música pela primeira vez.

- "Zooropa": Outra que chegou tarde à turnê e um pouco atrevido apresentá-la dado que nós mal a tínhamos tocado antes – não por 17 anos desde a Zoo TV Tour. Novamente foi Declan que nos ajudou a colocá-la juntos.

- "City of Blinding Lights": Liricamente uma canção sobre olhar pra trás na juventude e inocência por uma perspectiva mais madura, e o público amava quando Bono achava uma criança e trazia-a para cima do palco enquanto a gente tocava. É um verdadeiro cântico que parece conectar as pessoas nesta maneira otimista de ver o mundo e nós fizemos uma versão muito forte dela na 360°.

- "MLK"/"Walk On": É ótimo ver o que tem acontecido com Aung San Suu Kyi e as pessoas do seu país, e apesar da gente estar batendo no que acontece na Birmânia desde que a música apareceu no álbum All That You Can't Leave Behind (2000), finalmente as coisas estão começando a mudar, o que é fantástico. Ela parece um ser humano incrível e eu estou envergonhado pelas pessoas da Birmânia que foram presas e torturadas em busca da liberdade. Nós tocamos essa nas três turnês agora, mas na U2 360°, eu acho que criamos a melhor versão.

- "One": Uma das mais conhecidas de todas as nossas músicas e uma das mais regravadas, e não é surpresa vê-la tão popular. Estivemos tocando uma versão consistentemente animada todas as noites.

- "Where the Streets Have No Name": Nos shows, sempre desde The Joshua Tree (1987), é uma das mais épicas e icônicas de todas as nossas canções. Ela vai a um lugar aonde muito poucas melodias vão, com essa energia cinética, uma música de alta temperatura para fechar a primeira parte do show. Uma genuína música de rock.

- "Ultraviolet (Light My Way)": Uma melodia visceral e uma grande performance rock n' roll. "Ultraviolet" está no mesmo território que "Magnificent" e "Where the Streets Have No Name". Há três grandes harmonias de rock em tempo acelerado nas cinco faixas mais populares, juntamente com duas baladas emotivas em "Bad" e "One" – um retrato do que estamos falando.

- "With or Without You": Uma daquelas músicas que eu sempre me divirto tocando ao vivo... talvez porque há apenas 4 acordes, então eu não tenho que pensar muito. Ela parece atrair uma nova geração a cada vez. Todo mundo tem uma lembrança de quando ouviu a música pela primeira vez ou quando ela foi significante em suas vidas, e é um privilégio, assistindo nosso público, ver pessoas vulneráveis, vê-las reagindo emocionalmente à melodia.

- "Moment of Surrender": Bom ter outra canção do "No Line on the Horizon", e "Momento of Surrender" se encaixa no tipo de balada que as pessoas gostam da gente. Como última canção da noite esta sempre seria uma escolha um pouco controversa e nós estávamos inseguros se as pessoas ficariam até o final, mas elas ficavam, as pessoas desfrutaram da emoção dela. É uma canção muito incomum e uma grande opção de encerramento, eu acho que ela continuará por aí por um longo tempo.

- "Out of Control": Esta é uma canção que nós tocávamos em 1978, ela remonta ao aniversário de 18 anos do Bono. A maneira como fomos escrevendo músicas naqueles dias significava que cada achado tinha que valer, não havia excesso naqueles arranjos e tocá-los hoje é quase inconsciente para mim, eles têm estado conosco há muito tempo. Nós a tocamos menos que uma dúzia de vezes nesta turnê, mas havia membros jovens na plateia, que nem eram nascidos quando nós a escrevemos, que não podiam acreditar o quão limpo era o som. Há uma certa força no balanço minimalista dos três instrumentos primários.

## Lista de faixas
| Disco 1 |                                                                                               |                                                                                      |         |  |
| N.º     | Título                                                                                        | Gravado em:                                                                          | Duração |  |
| 1.      | "Even Better Than the Real Thing"                                                             | Estádio Azteca, Cidade do México, México, em 15 de maio de 2011                      | 4:26    |  |
| 2.      | "The Fly"                                                                                     | Spartan Stadium, East Lansing, Estados Unidos, em 26 de junho de 2011                | 5:08    |  |
| 3.      | "Mysterious Ways"                                                                             | Estádio da Cidade do Cabo, Cidade do Cabo, África do Sul, em 18 de fevereiro de 2011 | 4:45    |  |
| 4.      | "Magnificent"                                                                                 | Estádio Letzigrund, Zurique, Suíça, em 11 de setembro de 2010                        | 5:33    |  |
| 5.      | "Until the End of the World"                                                                  | Estádio Azteca, Cidade do México, em 14 de maio de 2011                              | 5:49    |  |
| 6.      | "I Still Haven't Found What I'm Looking For" (com participação de Hugh Masekela no fliscorne) | FNB Stadium, Joanesburgo, África do Sul, em 13 de fevereiro de 2011                  | 5:14    |  |
| 7.      | "Stay (Faraway, So Close!)"                                                                   | Soldier Field, Chicago, Estados Unidos, em 5 de julho de 2011                        | 4:53    |  |
| 8.      | "One Tree Hill"                                                                               | Mount Smart Stadium, Auckland, Nova Zelândia, em 26 de novembro de 2010              | 5:25    |  |
| 9.      | "Beautiful Day"                                                                               | Stadion Maksimir, Zagreb, Croácia, em 10 de agosto de 2009                           | 6:24    |  |
| 10.     | "Elevation"                                                                                   | Veltins-Arena, Gelsenkirchen, Alemanha, em 3 de agosto de 2009                       | 4:02    |  |
| 11.     | "Bad"                                                                                         | Stadio Olimpico, Roma, Itália, em 8 de outubro de 2010                               | 8:10    |  |

| Disco 2 |                                    |                                                                       |         |  |
| N.º     | Título                             | Gravado em:                                                           | Duração |  |
| 1.      | "All I Want Is You/Love Rescue Me" | ANZ Stadium, Sydney, Austrália, em 14 de dezembro de 2010             | 9:58    |  |
| 2.      | "The Unforgettable Fire"           | Ullevi Stadion, Gotemburgo, Suécia, em 31 de julho de 2009            | 4:49    |  |
| 3.      | "Zooropa"                          | M&T Bank Stadium, Baltimore, Estados Unidos, em 22 de junho de 2011   | 4:33    |  |
| 4.      | "City of Blinding Lights"          | Parc Des Sports Charles-Ehrmann, Nice, França, em 15 de julho de 2009 | 5:31    |  |
| 5.      | "MLK/Walk On"                      | Stadion Maksimir, Zagreb, Croácia, em 9 de agosto de 2009             | 8:44    |  |
| 6.      | "One"                              | Hampden Park, Glasgow, Escócia, em 18 de agosto de 2009               | 5:27    |  |
| 7.      | "Where the Streets Have No Name"   | Stadion Śląski, Chorzów, Polônia, em 6 de agosto de 2009              | 5:25    |  |
| 8.      | "Ultraviolet (Light My Way)"       | Estádio Cidade de Coimbra, Coimbra, Portugal, 3 de outubro de 2010    | 5:15    |  |
| 9.      | "With or Without You"              | Wembley Stadium, Londres, Inglaterra, em 14 de agosto de 2009         | 5:56    |  |
| 10.     | "Moment of Surrender"              | Subiaco Oval, Perth, Austrália, em 18 de dezembro de 2010             | 8:11    |  |
| 11.     | "Out of Control"                   | Hippodrome de Montréal, Montreal, Canadá, 9 de julho de 2011          | 5:22    |  |

| Faixa bônus |                  |                                                            |         |  |
| N.º         | Título           | Gravado em:                                                | Duração |  |
| 12.         | "Unknown Caller" | Wembley Stadium, Londres, Inglaterra, 14 de agosto de 2009 | 6:23    |  |